# بيورن أرفي لوند
بيورن أرفي لوند (19 يناير 1981 في النرويج - ) هو لاعب كرة قدم نرويجي في مركز الوسط. شارك مع منتخب النرويج لكرة القدم. أما مع النوادي، فقد لعب مع نادي بودو/غليمت وMo IL ‏ وLevanger FK ‏ وBrønnøysund IL ‏.

## وصلات خارجية
- بيورن أرفي لوند على موقع اتحاد النرويج (النرويجية)